# Amphicyclotulus beauianus
Espèce

Le cyclostome de Beau, Amphicyclotulus beauianus est une espèce d'escargot operculé de la famille des Neocyclotidae, endémique de la Guadeloupe.

## Description
Amphicyclotulus beauianus a une coquille suborbiculaire déprimée brillante de couleur olive teintée de rouge et de rose. L’intérieur de la coquille est rouge orange à proximité de l’ouverture, s’éclaircissant sur les bordures. La surface extérieure de la coquille est dépourvue de cordons spiraux et les stries d’accroissement sont peu marquées. L’ombilic est ouvert. Les tours sont fortement arrondis tout en s’aplatissant légèrement à proximité de la suture. L’ouverture est oblique, légèrement anguleuse à son angle postérieur. Le grand diamètre de la coquille est inférieur à 12 mm,.
Le corps de l’animal est blanc rosé translucide ; ses tentacules sont rouge orangé, ses yeux noirs.
L’espèce a été décrite par Petit de la Saussaye (1853) sous le nom de Cyclostoma beauina à partir de spécimens provenant de Grande-Terre, en Guadeloupe, collectés « dans les lieux humides et marécageux du quartier du Moule ».

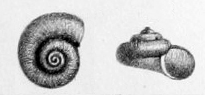
illustration du spécimen type (Petit, 1853); la coquille est large de 10 mm pour une hauteur de 5 mm.

## Dénomination
L’épithète spécifique, beauianus, est un hommage au commandant Jacques-Philippe Beau, qui a constitué une très riche collection des mollusques terrestres et marins de la Guadeloupe et transmis de nombreux spécimens aux malacologues de son époque (Petit de la Saussaye, Fischer), dont plusieurs ont aujourd’hui statut de type à l’exemple des spécimens à partir desquels le Cyclostome de Beau a été décrit.

## Distribution
Le cyclostome de Beau est présente sur les îles de Grande-Terre et de Basse-Terre. C’est, aujourd’hui, la seule des espèces de Neocyclotidae à être présente sur cette dernière île.
Les stations de Grande-Terre où l’escargot est observé vivant se trouvent à la périphérie du secteur des Grands Fonds,,, ou en bordure de la forêt marécageuse du Grand Cul-de-sac marin  tandis qu’aucune station n’est connue de la partie orientale de l’île. Des coquilles préservées dans des dépôts précédant la colonisation européenne de l’île à proximité du littoral atlantique de la Grande-Terre indique toutefois que l’espèce a, par le passé, peuplée la totalité de l’île.

## Habitat
Le cyclostome de Beau est une espèce forestière qui se rencontre dans une importante gamme d’habitat. Il est ainsi connu des bois humides de la Grande-Terre , tandis qu’en Basse-Terre, il se rencontre des forêts de plaine aux forêts pluvieuses montagnardes voire aux formations arbustives altimontaines, jusqu'à une altitude de 1 100 m. 
Selon Mazé, l’escargot « vit sous les feuilles mortes, dans les bois en décomposition, recherche les lieux humides et ombragés. » 

## Conservation
Le cyclostome de Beau est une espèce très largement répandue dans les forêts de la Basse-Terre qui peut également être rencontrée dans des milieux anthropisés de cette île, telles que des bananeraies.
A l’inverse, l’espèce n’est connue vivante que d’un très faible nombre de stations en Grande-Terre, alors même que de vieillies coquilles se rencontrent fréquemment. Ce contraste entre abondance de coquilles vieilles et de spécimens vivants suggère une réduction de l’importance des populations de Grande-Terre ainsi qu’une réduction de leur aire d’habitat,. 